# 长湴站
长湴站是廣州地鐵六號線的一个中途车站，位於中国广东省廣州市天河区天源路，長湴村以北的地底。车站於2013年12月28日随六号线首期开通而啟用。

## 車站結構

### 車站樓層
本站共有兩層，地面為天源路、長湴村及附近其它建築，地下一層为站厅层；地下二層為6號綫月台。
| 地下一层 | 站廳               | 售票機、客服中心、警务室、安检设施    |  |  |
| 地下二层 | 2 站台             | █6号线 潯峰崗方向（下站：天河客运站） |  |  |
|          | 岛式站台（卫生间） |                                       |  |  |
|          | 1 站台             | █6号线 香雪方向（下站：植物园）       |  |  |

### 站厅

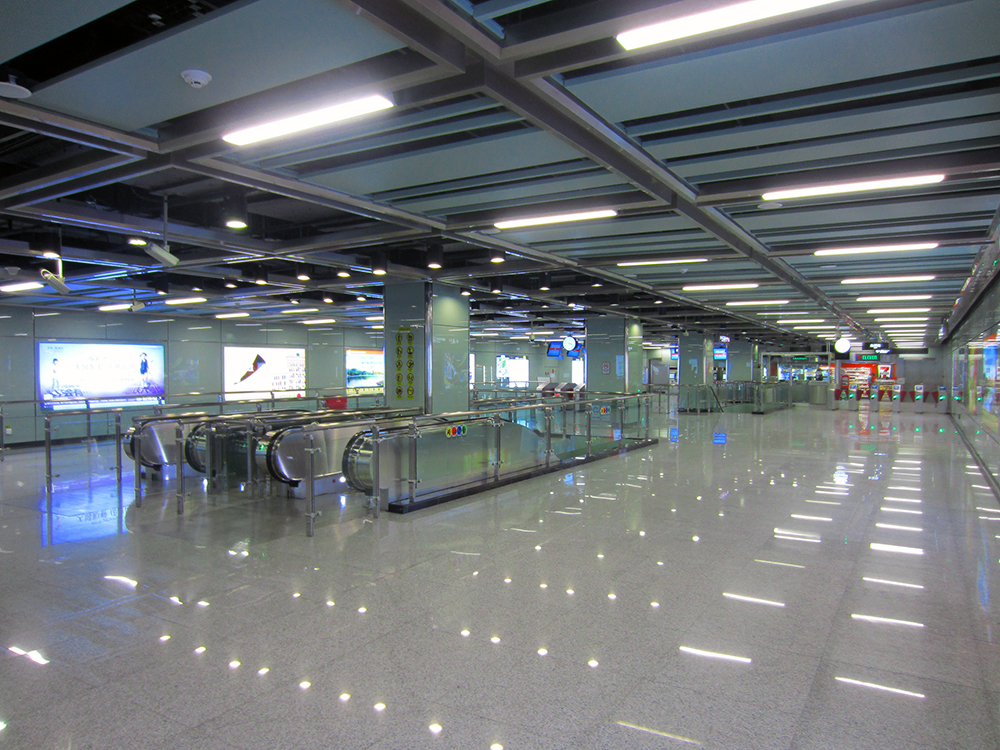
车站站廳

为方便乘客进出，付费区设于站厅西侧，付费区站厅与站台之间设有兩台扶手电梯、一组楼梯和一台专用电梯供乘客来往于站厅及月台层。
长湴站仅设有一座便利店；自助服务设有自助售卡/充值机以及自动贩水机。

### 月台
本站設有一個島式月台，位於天源路地底。另外，本站的卫生间设于月台南端。
另外，本站東端設有一組雙存車線。該組存車線曾作為6號線首期東端總站時亦使用該組存車線折返，以及六号线二期开通后用於折返短線（小交路）列車。随着六号线二期开通以及之后的运营交路变更，现时不再利用该組存車線折返，仅用於存放備用車。
本站站後雙存車線岔區由於線路限界的原因，接觸軌有幾個斷口。因此該處上空亦架設有剛性接觸網，在列車所有受電靴都處於接觸軌斷口無法取得電力時，能夠通過降靴升弓從接觸網取電，從而自行恢復動力。

月台全景图（浔峰岗方向）

### 出入口
长湴站目前设有2个出入口供乘客进出。
|                                                     |                                                           |      |          |                                             |
| 编号                                                | 设施                                                      | 照片 | 出口指示 | 建议前往的目的地                            |
| A                                                   | 盲道标志 · 扶手电梯标志                                   |      | 天源路   | 公交：射击场站（北行）                      |
| C                                                   | 盲道标志 · 轮椅升降台标志 · 无障碍通道标志 · 扶手电梯标志 |      | 天源路   | 广州市国防教育中心 公交：地鐵長湴站（南行） |
| 註： 設有 \| 設有 \| 設有輪椅升降台 \| 設有扶手電梯 |                                                           |      |          |                                             |

## 接驳交通
| 普通巴士线路（射击场、地铁长湴站） \| 编号 \| 编号 \| 线路 \| 线路 \| 线路 \| 收费 \| 备注 \| \| ---- \| ----- \| --------------------- \| --------------------- \| ------------------------ \| --------------------- \| --------------------- \| \| \| 30 \| 龙洞（民族文化村） \| ⇆ \| 东山广场 \| 2元 \| \| \| \| 39 \| 天河公交场 \| ⇆ \| 龙洞（广东金融学院） \| 2元 \| \| \| \| 83 \| 白云山制药厂 \| ⇆ \| 广汕路（科景路口） \| 2元 \| \| \| \| 84 \| 天平架 \| ⇆ \| 渔沙坦（旺岗） \| 2元 \| \| \| \| 84A \| 动物园 \| ⇆ \| 渔沙坦（渔中路） \| 2元 \| \| \| \| 345 \| 家和天曜 \| ⇆ \| 知识城南（地铁何棠下站） \| 3元 \| 不大于15–30分/班 \| \| \| 345A \| 天河客運站 \| ⇆ \| 永和贤江 \| 3元 \| 不大于15–30分/班 \| \| \| 346 \| 天河客運站 \| ⇆ \| 穗丰村（兴太三路） \| 3元 \| 30分/班 \| \| \| 494 \| 萝岗万达广场 \| ⇆ \| 广汕一路（林机街） \| 2元 \| \| \| \| 494A \| 已于2024年12月1日停办 \| 已于2024年12月1日停办 \| 已于2024年12月1日停办 \| 已于2024年12月1日停办 \| 已于2024年12月1日停办 \| \| \| 564 \| 黄埔古村南广场 \| ⇆ \| 天河客運站 \| 3元 \| \| \| \| 775 \| 龙洞（广东金融学院） \| ⇆ \| 华工大 \| 2元 \| \| \| \| B12 \| 天源路（华南植物园） \| ⇆ \| 车陂 \| 2元 \| \| \| \| 夜10 \| 龙洞（广东金融学院） \| ⇆ \| 东山口 \| 3元 \| 39路附属线路 \| \| \| 夜71 \| 燕塘企业 \| ⇆ \| 渔沙坦（渔中路） \| 3元 \| \| \| \| 夜100 \| 黄埔古村南广场 \| ⇆ \| 天河客運站 \| 4元 \| 564路附属线路 \| |       |                       |                       |                          |                       |                       |
| 编号 | 编号  | 线路                  | 线路                  | 线路                     | 收费                  | 备注                  |
| | 30    | 龙洞（民族文化村）    | ⇆                     | 东山广场                 | 2元                   |                       |
| | 39    | 天河公交场            | ⇆                     | 龙洞（广东金融学院）     | 2元                   |                       |
| | 83    | 白云山制药厂          | ⇆                     | 广汕路（科景路口）       | 2元                   |                       |
| | 84    | 天平架                | ⇆                     | 渔沙坦（旺岗）           | 2元                   |                       |
| | 84A   | 动物园                | ⇆                     | 渔沙坦（渔中路）         | 2元                   |                       |
| | 345   | 家和天曜              | ⇆                     | 知识城南（地铁何棠下站） | 3元                   | 不大于15–30分/班      |
| | 345A  | 天河客運站            | ⇆                     | 永和贤江                 | 3元                   | 不大于15–30分/班      |
| | 346   | 天河客運站            | ⇆                     | 穗丰村（兴太三路）       | 3元                   | 30分/班               |
| | 494   | 萝岗万达广场          | ⇆                     | 广汕一路（林机街）       | 2元                   |                       |
| | 494A  | 已于2024年12月1日停办 | 已于2024年12月1日停办 | 已于2024年12月1日停办    | 已于2024年12月1日停办 | 已于2024年12月1日停办 |
| | 564   | 黄埔古村南广场        | ⇆                     | 天河客運站               | 3元                   |                       |
| | 775   | 龙洞（广东金融学院）  | ⇆                     | 华工大                   | 2元                   |                       |
| | B12   | 天源路（华南植物园）  | ⇆                     | 车陂                     | 2元                   |                       |
| | 夜10  | 龙洞（广东金融学院）  | ⇆                     | 东山口                   | 3元                   | 39路附属线路          |
| | 夜71  | 燕塘企业              | ⇆                     | 渔沙坦（渔中路）         | 3元                   |                       |
| | 夜100 | 黄埔古村南广场        | ⇆                     | 天河客運站               | 4元                   | 564路附属线路         |

## 利用状况
本站附近多为院校以及少数工业区，同时在6号线二期开通之前，近至天源路一带、远至廣汕路一带的週邊居民亦會乘坐巴士前往本站換乘地鐵，因此早晚高峰时段客流会較多；尤其是周日或者周五，大量位于本站附近院校的学生会利用本站乘坐地铁，客流會進一步上升。但平峰时期客流一般。本站现时每逢工作日7时45分至9时整会实行常态化客流控制措施，以缓解本站及天河客运站等临近大客流车站的运输压力。
此外，本站是曾是6號線短線車（潯峰崗至長湴）的終點站，在早晚高峰期间短线车抵达本站后，都会有不少前往二期路段各站的乘客在1号月台下车后，原地等候下一班长线车，尤以晚高峰为甚，候车队伍有时更会延伸至对面的2号月台。这种状况在2020年7月20日起，潯峰崗至本站短線車終點站調整至黃陂站才得以缓解站台拥挤的状况。

## 历史

### 规划与兴建
长湴站在1997年的《廣州市城市快速軌道交通線網規劃研究（最終報告）》中以當時的7號綫一个中途站出现，2003年，該線路成為現時的6號線，本站被称为元岗站。隨後6號線分為兩期建設，本站成为6号线一期工程的东端终点站。
2005年，本站随六號線开工本站开始建设。2012年1月11日19时，6号线天河客运站至本站区间右线盾构隧道顺利贯通。2013年12月28日下午14时整，本站随6号线开通而正式启用，并作为6号线的东端终点站，直到6號線二期于2016年12月28日開通後变成中途站。

### 运营事件
2015年5月4日晚的暴雨天气，长湴站受周边地面市政排水设施不畅通影响，大量雨水从站外顺出入口楼梯倒流到车站站厅内，长湴站当即启动应急响应，紧急关闭C出入口。很快，地铁公司防洪抢险队赶到现场进行处理，期间车站客运服务正常，积水在当晚已排去。2016年5月10日，长湴站C口再次因暴雨而导致积水倒灌需要关闭。
2022年年末疫情期间，本站曾受防控措施影响，于11月26日至11月30日下午暂停服务。